# ليلى يسري
ليلى يسري (12 مايو 1934 - 26 سبتمبر 1992) ممثلة مصرية من مواليد 12 مايو 1934، وكانت بدايتها الفنية في سن الثالثة والعشرين بدور صغير عام 1957، واستمرت في مشوارها الفني حتى بداية التسعينات وقدمت 127 عملاً بين السينما والمسرح والتليفزيون والإذاعة.
من أشهر أدوارها دور نجية في مسلسل الشهد والدموع.
بعد آخر أعمالها «نساء صعاليك» مع تحية كاريوكا توفيت ليلى يسري في 26 سبتمبر 1992 عن عمر يناهز 58 سنة.

## أهم أعمالها
فيلم «نساء صعاليك» للمخرجة نادية حمزة عام 1991، قامت بدور «روحية».
مسلسل «مكان في القلب» للمخرج محمد شاكر عام 1988، قامت بدور «شوق».
مسلسل «أوراق الورد» للمخرج محمد شاكر عام 1977، قامت بدور كروانة.
فيلم «سنه أولى حب» للمخرج صلاح أبو سيف عام 1976.
فيلم «امرأة زوجي» للمخرج محمود ذو الفقار عام 1970.
فيلم «الحقيبة السوداء» للمخرج حسن الصيفي عام 1964.
فيلم «بنات بحري» للمخرج حسن الصيفي عام 1960، قامت بدور راقصة الفرح.
فيلم «خالد بن الوليد» للمخرج حسين صدقي عام 1958.
فيلم «وكر الملذات» للمخرج حسن الإمام عام 1957، قامت بدور راقصة.

## وصلات خارجية
- ليلى يسري على موقع IMDb (الإنجليزية)
- ليلى يسري على موقع الدهليز
- ليلى يسري على موقع قاعدة بيانات الأفلام العربية
- ليلى يسري على موقع الدهليز
- ليلى يسري نسخة محفوظة 11 يوليو 2021 على موقع واي باك مشين. على موقع كاروهات
- ليلى يسري على موقع تراثيات نسخة محفوظة 5 سبتمبر 2019 على موقع واي باك مشين.